# محمد الورياشي
محمد الورياشي شولاي (مواليد 13 يناير 1996) المعروف باسم موها أو شولاي، هو لاعب كرة قدم مغربي يلعب كجناح أيسر.

## حياة مهنية
بدأ محمد مسيرته الكروية مع نادي إسبورتيو لا فلوريستا، ثم مع لعب لنادي إسبانيول، قبل أن ينضم إلى صفوف الشباب في نادي برشلونة في عام 2012، ساعد فريق برشلونة للشباب على الفوز في دوري شباب أوربا 2013-14 بعد فوزه على بنفيكا بنتيجة (3-0) في المباراة النهائية. ظهر مرتين كبديل لنادي برشلونة أتلتيك، ورفض عرضاً من نادي ستوك سيتي الإنجليزي في يوليو 2015.
في 15 أغسطس 2016، انضم إلى فريق شروزبري تاون في الدوري الإنجليزي الدرجة الأولى على سبيل الإعارة لمدة ستة أشهر مع زميله جورج ويرينغ. ظهر مع النادي في مباراة ضد نادي تشارلتون أثليتيك في الدقيقة 69. وفي 22 نوفمبر 2016 أنهى إعارته بعد أن شارك في 6 مباريات.
في 28 يناير 2017، انضم إلى فريق هارت أوف ميدلوثيان الذي ينافس فيالدوري الإسكتنلدي الممتاز على سبيل الإعارة للفترة المتبقية من موسم 2016-2017. ظهرفي اليوم التالي محل سام نيكولسون في آخر 31 دقيقة ضد المتصدر سلتيك. عاد إلى برشلونة في أغسطس 2017 ليلعب على سبيل الإعارة لفريق إسبانيول ب.
في يونيو 2018، وقع مع النادي الكتالوني بادالونا الذي ينافس في الدوري الإسباني الدرجة الثانية ب. وبعد ما هبط الى الدرجة الثالثة في أغسطس 2019، ترك النادي ووقع مع نادي أوسبيتاليت.

## الإحصائيات
آخر تحديث 17 مايو 2017.
| النادي                     | الموسم          | الدوري                         | الدوري | الدوري  | كأس الاتحاد الإنجليزي | كأس الاتحاد الإنجليزي | كأس الدوري | كأس الدوري | آخر    | آخر     | المجموع | المجموع |
| النادي                     | الموسم          | القسم                          | الظهور | الأهداف | الظهور                | الأهداف               | الظهور     | الأهداف    | الظهور | الأهداف | الظهور  | الأهداف |
| -------------------------- | --------------- | ------------------------------ | ------ | ------- | --------------------- | --------------------- | ---------- | ---------- | ------ | ------- | ------- | ------- |
| ستوك سيتي                  | 2015–16         | الدوري الإنجليزي الممتاز       | 0      | 0       | 0                     | 0                     | 0          | 0          | 0      | 0       | 0       | 0       |
| شروزبري تاون (إعارة)       | 2016–17         | الدوري الأنجليزي الدرجة الأولى | 4      | 0       | 0                     | 0                     | 0          | 0          | 2      | 0       | 6       | 0       |
| هارت أوف ميدلوثيان (إعارة) | 2016–17         | الدوري الإسكتلندي الممتاز      | 11     | 0       | 1                     | 0                     | 0          | 0          | 0      | 0       | 12      | 0       |
| المجموع الوظيفي            | المجموع الوظيفي | المجموع الوظيفي                | 15     | 0       | 1                     | 0                     | 0          | 0          | 2      | 0       | 18      | 0       |

## الإنجازات
برشلونة
- دوري شباب أوروبا: 2013-14.[13]

## روابط خارجية
- محمد الورياشي على موقع Soccerbase.com (لاعب) (الإنجليزية)
- محمد الورياشي على موقع Soccerway.com (الإنجليزية)
- محمد الورياشي على موقع كووورة
- محمد الورياشي على موقع AS.com (الإسبانية)